# 刘家沟墓群
刘家沟墓群，位于中国甘肃省崇信县，为一个省级文物保护单位，类型为古墓葬。
刘家沟墓群的历史年代为西周至汉。